# Fogo na Mistura
Fogo na Mistura, lançado em 1985, é o sétimo álbum da carreira da cantora brasileira Elba Ramalho.
Esse álbum traz a faixa que marcou a carreira da cantora, "De Volta pro Aconchego", composta por Dominguinhos e Nando Cordel, foi trilha sonora da novela Roque Santeiro, da Rede Globo.

## Faixas
| N.º | Título                         | Compositor(es)                  | Duração |  |
| 1.  | "Fogo na Mistura"              | Sergio Natureza e Tunai         |         |  |
| 2.  | "De Volta pro Aconchego"       | Dominguinhos e Nando Cordel     |         |  |
| 3.  | "Como Se Fosse a Primavera"    | Nicolás Guillén e Pablo Milanés |         |  |
| 4.  | "Desassossego"                 | Guilherme Maia e Moraes Moreira |         |  |
| 5.  | "Mexe... Mexe, funga... Funga" | Jaguar e Severo                 |         |  |
| 6.  | "No Caminho de Cuba"           | Jaíme Além                      |         |  |
| 7.  | "Anjo do Prazer"               | Jaguar e Tadeu Mathias          |         |  |
| 8.  | "Equilibrando os Planos"       | Altay Velloso                   |         |  |
| 9.  | "Sambaiãozar"                  | Pinto do Acordeon               |         |  |
| 10. | "Pátria Amada"                 | Carlos Fernando                 |         |  |

## Músicos participantes
- Hector Garrido: arranjos (1, 3 e 6)
- Dori Caymmi: arranjo e violão (2)
- Zé Américo Bastos: arranjos (4, 7 e 9) e teclados (4, 5 e 9)
- Dominguinhos: arranjo (5) e acordeom (2, 5 e 9)
- Severo: arranjo (5) e acordeom (5 e 9)
- Eduardo Souto Neto: arranjo e DX7 (10)
- Julio Hernandez: baixo (1, 3 e 6)
- Jorge Degas: baixo (4 e 7)
- Jorjão: baixo (5, 8, 9 e 10)
- Nico Assumpção: contrabaixo acústico (2)
- René Toledo: guitarra (1, 3 e 6)
- Zeppa Souza: guitarra (4, 5, 7, 8, 9 e 10)
- Adolfo "Fofi" Lancha: bateria (1, 3 e 6)
- Elber Bedaque: bateria (4, 5, 7, 8, 9 e 10)
- Luís de La Torre: piano Rhodes (1, 3 e 6)
- Steve Quinze: sintetizador (1)
- Jota: teclados (2)
- Chiquinho: acordeom (2)
- Oscar Salas: percussão (1, 3 e 6)
- Sidinho: percussão (4, 5, 9)
- João Gomes: triângulo (5)
- Lacerda Cavalcante: maraca (5)
- Geraldo Gomes: zabumba (5)
- Zizinho: pandeiro (7 e 9) e triângulo (7)
- Elizeu: tamborim e ganzá (7)
- Trambique: tamborim (7 e 10), caixa (10) e agogô (7)
- Luna: tamborim (7, 10)
- Gordinho: tamborim (7) e surdo (10)
- Ovídio: cuíca (9, 10) e agogô (9)
- Wilson Canegal: ganzá (10)
- Tony Concepcion e John Giorginni: trompetes (3 e 6)
- Bidinho e Nilton Rodrigues: trompetes (7, 9 e 10)
- Kevin Williams: trombone (3 e 6)
- Roberto Marques: trombone (7, 9 e 10)
- Ed Calle: sax tenor (3 e 6)
- Ed Maina: sax barítono (3 e 6)
- Leo Gandelman: sax (4) e sax alto (7, 9 e 10)
- Marcelo: sax tenor (7, 9 e 10)
- Zé da Flauta: flauta (5)
- Mazzola: palmas (5), percussão (8), arranjo de percussão e percussão Linn Macline (10)
- Giancarlo, Alfredo, José Alves, Paschoal Perrotta, Michel, Walter Hack, Carlos Hack, Aizik, Francisco Perrotta, Jorge Faini, Luiz Carlos e Virgílio Arraes: violinos (2)
- Violas: Arlindo Penteado, Frederick, Hindenburgo e José Dias de Lana: violas (2)
- Alceu de Almeida, Jacques Morelenbaum, Jorge Kundert e Marcio Eymard: cellos (2)
- Jackie Molinary, Camelia Torres, Yvette Barge e Xavier Oliva: vocais de apoio (6)
- Viviane, Fernando, Celinha, Jaime Alem, Nair Cândia, Regina, Bráulio, Tadeu Mathias, Jurema Cândia, Rosana, Antônio “Foguete”, Fatinha, Isabel, Laura, Gilda, Cleuber, Marco, Enaldo, Luiz Fernando, Ana Carla, Magda, Mauro, Gustavo, Massuka, Gabriela, Nana Vaz, Tiago, Paulinho Pizziali, Irene, Erácliton e Os Abelhudos (Rodrigo Saldanha, Diego e Tatiana): vocais de apoio (1)
- Regininha, Luna Messina, Cláudia Telles, Jurema, Marcio, Tadeu Mathias, Ana Lúcia e Hilton: vocais de apoio (4, 5 e 10)

## Créditos
- Produzido por: Mazzola
- Assistência artística: Eva Straus
- Assistente de gravação: Antonio Mendes “Foguete”
- Assistente de produção: Fatinha
- Gravado e mixado nos estúdios PRS (Rio de Janeiro) e International Sound Miami (Miami, Flórida, Estados Unidos) no mês de maio de 1985
- Técnicos: Ary Carvalhaes, Márcio, Luiz Cláudio, Jairo Gualberto e Mike Couzzi
- Auxiliares de gravação: Barroso, Marcos e Charles
- Estúdio de mixagem: PRS Rio de Janeiro
- Técnico de mixagem: Mazzola
- Auxiliares de mixagem: Barroso, Marcos e Ary Carvalhaes
- Arregimentador: Paschoal Perrota
- Corte: Américo
- Capa e coordenação gráfica: Jorge Vianna
- Logotipo: J. C. Mello
- Fotos, capa, contracapa e pôster: Antonio Guerreiro
- Fotos do encarte: Bruno Lins
- Maquilagem: Guilherme Pereira
- Figurinos: Washington Matias
- Produção: Washington, Fatinha e Deny Jô